# Ricardo Rocha (ur. 1978)
Ricardo Rocha (ur. 3 października 1978 w Santo Tirso) – portugalski piłkarz występujący na pozycji obrońcy.

## Kariera klubowa
Ricardo Rocha zawodową karierę rozpoczynał w 1998 w FC Famalicão, skąd w 2000 trafił do SC Braga. Początkowo grał w drugim zespole "Os Arsenalistas", a do pierwszego składu przebił się podczas sezonu 2000/2001. Wraz z drużyną zajął wówczas czwarte miejsce w rozgrywkach pierwszej ligi portugalskiej. Kolejnym klubem w karierze Portugalczyka była SL Benfica. Rocha trafił do niej razem ze swoim kolegom z Bragi – Tiago Mendesem. W ekipie "Orłów" portugalski obrońca występował przez ponad cztery sezony. W tym czasie rozegrał 115 meczów w lidze, w których strzelił trzy bramki. W 2004 razem z Benfiką zdobył puchar kraju, a rok później sięgnął po mistrzostwo oraz superpuchar Portugalii.
17 stycznia 2007 w mediach pojawiła się informacja, że Rocha ma zostać zawodnikiem angielskiego Tottenhamu Hotspur. 23 stycznia Portugalczyk podpisał z ekipą "Spurs" 3,5-letni kontrakt. Angielski klub zapłacił za niego 3,3 miliona funtów. W Tottenhamie wychowanek FC Famalicão zadebiutował 27 stycznia w wygranym 3:1 meczu Southend United w ramach rozgrywek FA Cup. Po raz pierwszy w Premier League Rocha zagrał 10 lutego w pojedynku przeciwko Sheffield United.
31 sierpnia 2009 Ricardo Rocha podpisał kontrakt z belgijskim Standardem Liège.

## Kariera reprezentacyjna
W reprezentacji Portugalii Rocha zadebiutował 20 listopada 2001 w wygranym 2:0 spotkaniu przeciwko Szkocji. Brał udział także między innymi w meczach z Finlandią i Polską w ramach eliminacji do Euro 2008.